# Lanckorona
Lanckorona is een dorp in de Poolse woiwodschap Klein-Polen. De plaats maakt deel uit van de gemeente Lanckorona en telt 2100 inwoners.